# Казеково (Минский район)
Казеково (бел. Казе́кава) — деревня в Минском районе Минской области Белоруссии. В составе Юзуфовского сельсовета.

## География
Расположена на дороге Н8964.
Ближайшие населённые пункты Гаёк, Юзуфово и др.

## Население

### Численность
- 2009 год — 76 человек

### Динамика
- 1999 год — 130 человек (перепись населения)
- 2009 год — 76 человек (перепись населения)

## Улицы
- Дорожная
- Лесная
- Полевая и др.